# Kondomurinal

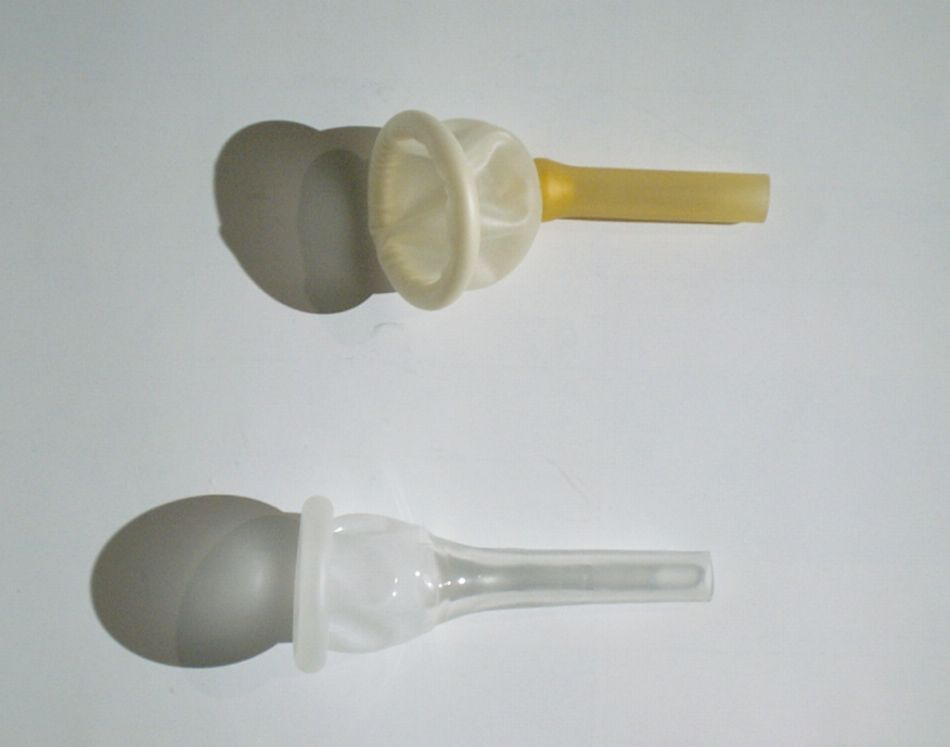
Zwei verschiedene Kondomurinale aus Latex und aus Silikon (Schlagschatten durch Beleuchtung von rechts)

Das Kondomurinal (auch Urinalkondom) ist ein ableitendes Inkontinenzsystem, das als Hilfsmittel in der Pflege und Versorgung von an Harninkontinenz leidenden Männern eingesetzt wird. Die gebräuchlichen Einmalsysteme aus Latex oder Silikon besitzen die Form eines Kondoms mit Anschlussmöglichkeit eines Schlauches. Sie bieten gegenüber der Versorgung mit Blasenkathetern den Vorteil einer einfacheren Handhabung und eines geringeren gesundheitlichen Risikos, sind jedoch nicht für alle Fälle notwendiger Inkontinenzversorgung geeignet.
Als weitere Anwendungsgebiete werden Kondomurinale auch im Tauch- und Flugsport eingesetzt.

## Anwendung und Einsatzgebiete
Ein Kondomurinal ist ein Harnableitungssystem für Männer, das nicht in die Harnröhre eingelegt wird. Wie ein Kondom umschließt es wasserdicht das Glied und leitet den Urin mit einem kleinen Schlauch in einen Sammelbeutel. Für Männer mit kleinem, retrahierten Penis ist das System nur dann geeignet, wenn ein spezieller Applikator für Urinalkondome verwendet wird, der mittlerweile von einem deutschen Hersteller angeboten wird. Die Harninkontinenz ist mit einem Urinalkondom nicht geheilt, aber in ihren sozialen Folgen kompensiert. Muss sich der Patient nicht regelmäßig z. B. wegen einer neurogenen Blasenentleerungsstörung katheterisieren, dann bieten Kondomurinale hier eine Alternative und werden oft als weniger unangenehm empfunden. Ebenso kann ggf. auf die Verwendung von Vorlagen und Höschenwindeln verzichtet werden, wenn nur eine Harninkontinenz vorliegt. In vielen Fällen können Patienten dazu angeleitet werden, die Kondomurinale selbst anzulegen.
Das Urinal hat weniger schädliche körperliche Folgewirkungen als ein Blasenkatheter (aufsteigende Infektionen, Geschwüre, Schmerzen). Es bietet auch eine geeignete Alternative zu aufsaugenden Inkontinenzprodukten wie etwa Tropfenfänger, Vorlagen und Höschenwindeln. Für Frauen existieren ebenfalls externe Urinableitungssysteme, die dem Kondomurinal in ihrem Aufbau und der Funktionsweise ähneln.
Im Tauchsport – vor allem im technischen Tauchen oder Tauchen in kälteren Gewässern – wird oftmals ein Trockentauchanzug verwendet. Da dieser im Inneren komplett trocken ist, ist ein Urinieren im Anzug nicht so einfach möglich. Neben einer Erwachsenenwindel bietet vor allem ein Urinalventil im Anzug die Möglichkeit, während des Tauchgangs zu urinieren. Männer müssen dafür ein Urinalkondom verwenden, für Frauen gibt es ähnliche Konstruktionen zum Ankleben an die – von Haaren befreite – Haut.
Im Flugsport – speziell beim Gleitschirm-, Drachen- und Segelfliegen – eignen sich Urinalkondome, um auf längeren Streckenflügen urinieren zu können.

## Geschichte
Die Vorläufer der heute verwendeten Kondomurinale waren Gefäße zum Aufsammeln von Urin und wurden von Ambroise Paré (1510–1590) sowie von Wilhelm Fabry (1560–1634) zur Versorgung von Harninkontinenz bei Männern beschrieben. Diese Gefäße bestanden aus Glas oder einer Schweineblase, die mit einem Riemen am Körper befestigt wurden. In die Öffnung der Gefäße wurde der Penis gesteckt. Erst mit der Einführung neuer Materialien (Kautschuk, Gummi) konnten bessere und für den Anwender angenehmer zu tragende Modelle hergestellt werden. Um 1900 wurden bereits unterschiedliche Modelle für Männer angeboten, die in wenig veränderter Form bis zur Einführung der Einwegmaterialien eingesetzt wurden. Die Kondomurinale zur Mehrfachverwendung wurden früher häufig aus Latex hergestellt. Vom Aufbau her waren diese Kondomurinale sehr komplex gestaltet, so wurde das Kondom durch eine spezielle Unterhose bzw. mittels mehrerer Riemen oder elastischen Bändern im Genitalbereich am Körper fixiert. Der Urinbeutel bestand ebenfalls aus Latex und wurde mit Riemen am Oberschenkel befestigt. Heute werden Kondomurinale aus Gummi oder Latex praktisch nicht mehr verwendet, da sie schwer zu reinigen sind und auch den Anforderungen des „modernen“ Menschen an Diskretion nicht genügen.

## Kondomurinale zur Einmalverwendung
Moderne Kondomurinale bieten bei einer sorgfältigen Auswahl der richtigen Größe und Form einen zuverlässigen Schutz. Sie werden zusammen mit einem Beinbeutel für den mobilen Einsatz oder einem Bettbeutel zur Nachtversorgung eingesetzt. Kondomurinale werden aus Latex oder Silikon angeboten. Sie werden in zwei Varianten, den nicht gebrauchsfertigen und unbeschichteten und den gebrauchsfertigen und mit einem Hautkleber versehenen Kondomurinalen angeboten.

### Kondomurinale aus Latex
Wegen des hohen Risikos einer Latexallergie sollten diese Kondomurinale nur vorübergehend verwendet werden. Wegen der erhöhten Hautirritation sollten sie nicht länger als 24 Stunden getragen werden.

### Kondomurinale aus Silikon
Silikon-Kondomurinale zur Langzeitversorgung können bis zu 48 Stunden getragen werden, da sie aus einem speziellen hautfreundlichen Silikonmaterial gefertigt wurden, um unnötige Hautirritationen zu verhindern. Weiterhin verfügen diese Kondomurinale über eine Rücklaufsperre, die das Zurückfließen des Urins verhindert, die Klebeflächen vor Feuchtigkeit schützt und somit Hautirritationen vorbeugt. Sie sind daher den Modellen aus Latex vorzuziehen.

## Befestigungsmöglichkeiten
Grundsätzlich stehen drei Möglichkeiten zur Verfügung, um ein Kondomurinal sicher am Penis zu befestigen.

### Hautkleber

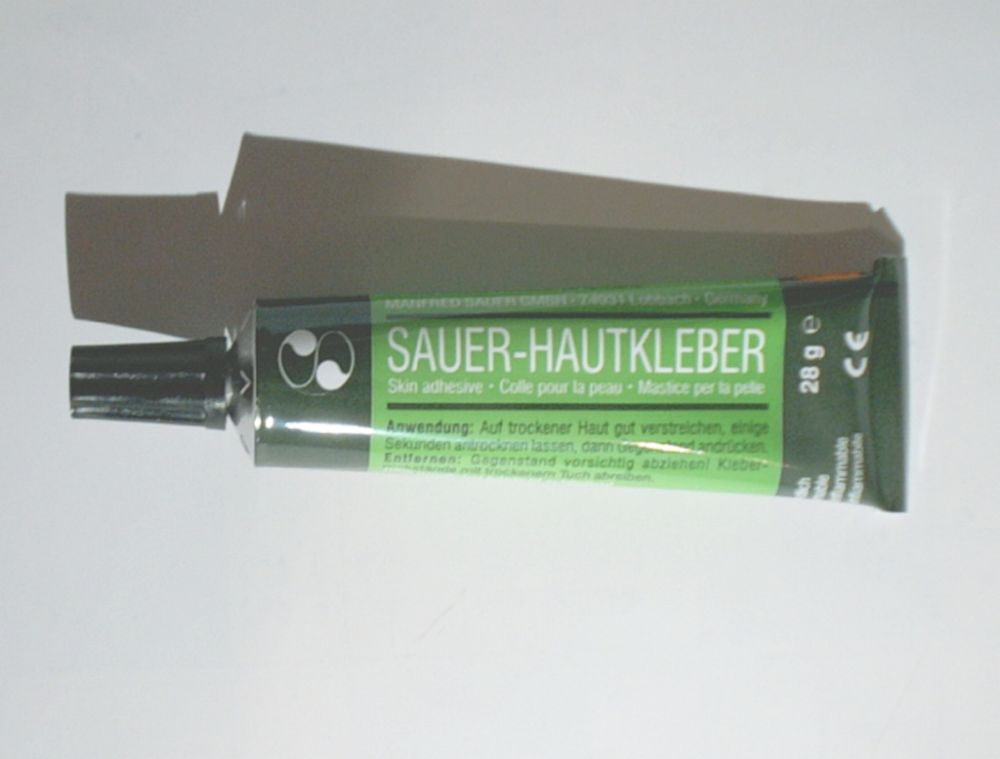
Hautkleber zum Befestigen von Kondomurinalen

Im Unterschied zur nicht beeinflussbaren Kleberbeschichtung bei selbstklebenden Kondomurinalen kann bei Verwendung eines Hautklebers aus der Tube oder Flasche selbst festgelegt werden, in welcher Menge, an welcher Stelle und in welcher Breite der Kleber auftragen werden soll. Die Wasserbeständigkeit des Hautklebers ermöglicht das Tragen des Urinals beim Baden und Schwimmen, ohne dass die Klebung beeinträchtigt wird. Bei einem längeren Vollbad in sehr warmem Wasser kann die Klebekraft allerdings nachlassen. Durch unterschiedliche Hautkleber kann eine genaue Anpassung an die Bedürfnisse des Trägers erfolgen, allerdings ist die Befestigung mittels Hautkleber kaum mehr gebräuchlich.

### Doppelseitige Klebebänder
Bei einer Latexunverträglichkeit dürfen keine Hautkleber auf Latexbasis verwendet werden. In solchen Fällen ist das Klebeband, neben den latexfreien Hautklebern, die geeignete Fixierungsart. Auch bei nicht ausreichender Klebefläche können Klebebänder hilfreich sein. Manche empfinden die Anwendung der Klebebänder als die „sauberere“ Lösung im Vergleich zum Hautkleber.

### Selbstklebende Kondomurinale
Selbstklebende Modelle sind an der Innenseite mit einer haftenden Schicht ausgestattet; die Haftfähigkeit ist aufgrund des gleichmäßigen Auftrags in der Regel besser als bei anderen Fixierungssystemen, die Anwendung ist einfach zu erlernen.

## Hautbeschaffenheit und Wechselhäufigkeit
Um einerseits eine ausreichende Klebewirkung zu erzielen und andererseits die Hautirritationen zu minimieren, sollte man bei Verwendung des Hautklebers auf einige Punkte achten. Die Haut sollte einen normalen Fett- und Feuchtigkeitsgehalt aufweisen, es sollen stark rückfettende Seifen und Duschgels vermieden werden, ebenso ölhaltige Badezusätze und Körperlotionen. Das Kondomurinal sollte nicht direkt nach einem Vollbad angeklebt werden, da die Haut dann noch mit Feuchtigkeit gesättigt ist und der Kleber schlechter haftet. Eine Rasur der Peniswurzel und der direkten Umgebung sollte regelmäßig erfolgen und gewährleistet eine bessere Haftung des Kondomurinals.
Der Wechsel des Kondomurinals erfolgt in der Regel täglich bis zweitäglich, je nach verwendetem Modell. In einigen Fällen genügt es auch, dass die Patienten nur nachts mit einem Kondomurinal versorgt werden. Der Urin wird in gewöhnliche Urinbeutel abgeleitet, hier sind keine sterilen Urinbeutel wie beim Dauerkatheter notwendig.

## Kondomurinale zur Mehrfachverwendung
Eine neuere Entwicklung ist ein relativ steifes Urinalkondom aus Silikon, das auf der Innenseite einen aufblasbaren Ring hat. Der Ring wird durch eine Handpumpe gefüllt und hält das Kondomurinal auf dem Penis. Trotz des variabel einstellbaren Ringes muss die für den Penisdurchmesser passende Größe gewählt werden. Aus hygienischen Gründen sollte ein solches Kondomurinal nur für den mehrfachen Gebrauch an einem einzigen Patienten verwendet werden. 

## Externes wiederverwendbares Harnableitungssystem
Ein externes wiederverwendbares Langzeit-Harnableitungssystem stellt für die Versorgung der männlichen Harninkontinenz eine Alternative zu aufsaugenden Hilfsmitteln und auch zum Dauerkatheterismus bzw. zum herkömmlichen Kondom-Urinal dar.
Es gibt externe Harnableitungssysteme, die aus feinem, hochelastischem, angenehm zu tragendem Silikon bestehen. Die halten ohne Klebung aufgrund einer hohen Haftreibung zwischen Silikon und der Haut und können einfach angelegt sowie entfernt werden. Sie sind wiederverwendbar, können täglich mit heißem Wasser gereinigt werden und daher zur Müllvermeidung beitragen.
Ein Ablaufschlauch lässt den Urin zum Auffangbeutel fließen. Dieser Auffangbeutel kann mittels Beinhalterung am Ober- oder Unterschenkel fixiert werden.